# Betty White
Betty White, ameriška filmska igralka, * 17. januar 1922, Oak Park, Illinois, Združene države Amerike, † 31. december 2021
Najbolj znana je po vlogi Sue Ann Nivens v The Mary Tyler Moore Show in Rose Nylund v TV-seriji Zlata dekleta.

## Kariera

### Filmi
| Leto | Naslov filma                                              | Vloga                 | Vir    |
| ---- | --------------------------------------------------------- | --------------------- | ------ |
| 1945 | Time to Kill                                              | Loujevo dekle         | [ 6 ]  |
| 1962 | Advise & Consent                                          | Senator Bessie Adams  | [ 7 ]  |
| 1971 | Vanished                                                  | Gostiteljica          |        |
| 1980 | The Hollywood Knights                                     | Ona                   |        |
| 1986 | Big City Comedy                                           | Ona                   |        |
| 1996 | The Story of Santa Claus                                  | Gretchen Claus        | [ 7 ]  |
| 1998 | Hard Rain                                                 | Doreen Sears          | [ 7 ]  |
| 1998 | Dennis the Menace Strikes Again                           | Martha Wilson         | [ 7 ]  |
| 1998 | Holy Man                                                  | Ona                   | [ 7 ]  |
| 1999 | Lake Placid                                               | Ga. Delores Bickerman | [ 7 ]  |
| 1999 | The Story of Us                                           | Lillian Jordan        | [ 7 ]  |
| 2000 | Whispers: An Elephant's Tale                              | Round                 | [ 7 ]  |
| 2000 | Tom Sawyer                                                | teta Polly            | [ 7 ]  |
| 2001 | The Retrievers                                            | Ga. Krisper           | [ 7 ]  |
| 2001 | The Wild Thornberrys: The Origin of Donnie                | Grandma Sophie        | [ 8 ]  |
| 2003 | Bringing Down the House                                   | Ga. Kline             | [ 7 ]  |
| 2003 | Return to the Batcave: The Misadventures of Adam and Burt | Cameo                 | [ 7 ]  |
| 2005 | The Third Wish                                            | Lettie                | [ 7 ]  |
| 2006 | Where's Marty?                                            | Ona                   | [ 9 ]  |
| 2007 | Your Mommy Kills Animals                                  | Ona                   | [ 10 ] |
| 2007 | In Search of Puppy Love                                   | Ona                   |        |
| 2008 | Ponyo                                                     | Yoshie (glas)         | [ 7 ]  |
| 2009 | Love N' Dancing                                           | Irene                 | [ 7 ]  |
| 2009 | The Proposal                                              | Grandma Annie         | [ 7 ]  |
| 2009 | Part Two: The Warm Mission                                | Betty                 |        |
| 2010 | You Again                                                 | Grandma Bunny         | [ 7 ]  |
| 2010 | Prep & Landing: Operation: Secret Santa                   | Ga. Claus             | [ 11 ] |
| 2011 | Betty White: Champion for Animals                         | Ona                   | [ 12 ] |
| 2012 | The Lorax                                                 | Grammy Norma          | [ 7 ]  |
| 2013 | Letters to Jackie: Remembering President Kennedy          | Narrator              | [ 13 ] |
| 2013 | Betty White Goes Wild                                     | Ona                   | [ 14 ] |